# SOCRATES
SOCRATES je mnemonična kratica v angleškem jeziku, ki jo uporabljajo urgentne medicinske službe, zdravniki, medicinske sestre in drugi zdravstveni delavci za oceno narave bolečine ali drugega simptoma pri bolniku.

## Pomen kratice
Ta kratica se uporablja za boljši vpogled v stanje bolnika in zdravstvenemu delavcu omogoča pripravo načrta za obravnavo stanja.
- Site (mesto) – Kje je bolečina? Mesto največje bolečnosti.
- Onset (začetek) – Kdaj se je bolečina začela? Ali se je začela nenadoma ali polagoma? Ali narašča ali popušča?
- Character (značaj) – Kakšna je bolečina? Topa? Zbadajoča?
- Radiation (izžarevanje) – Ali bolečina kam izžareva?
- Associations (povezave) – Ali je z bolečino povezan še kateri drug znak ali simptom?
- Time course (časovni potek) – Ali bolečina sledi kakšnemu vzorcu?
- Exacerbating/relieving factors (dejavniki) – Ali se bolečina kakor koli spreminja? Kateri dejavniki jo poslabšajo/izboljšajo?
- Severity (jakost) – Kako močna je bolečina?